# Герб Бородянки
Герб Бородянки — офіційний символ-герб селища міського типу Бородянки (Бородянського району Київської області), затверджений рішенням № 312-13-VI Бородянської селищної ради від 5 квітня 2012 року.

## Опис
Опис надається згідно з рішенням Бородянської селищної ради «Про затвердження герба та прапора селища міського типу Бородянка Бородянського району Київської області»:
|  | Щит розсічений подвійно на срібло та лазур і перетнутий поверх золотою дугою, в почесній частині золотий Архангел Архістратиг Божий Михаїл; у зниженій частині - птах з розпростертими крилами, що летить вгору, перемінного кольору; Щит вкладений в лазуровий картуш підбитий золотом та обтяжений міською срібною короною, під якою золотий напис: «1190». |

Автори проекту символіки: Олександр Кандауров, Михайло Іашвілі-Шубін.

## Джерело
- Рішення № 312-13-VI Бородянської селищної ради «Про затвердження герба та прапора селища міського типу Бородянка Бородянського району Київської області» від 5 квітня 2012 року.